# Roel de Jong
Roel de Jong (24 juni 1913 – 25 juli 1973) was een Nederlandse politie-inspecteur te Amsterdam en verzetsstrijder tijdens de Tweede Wereldoorlog.
De Jong was betrokken bij het verzet in Amsterdam. Na de oorlog kreeg hij vanwege zijn werk van de Amerikaanse regering de Medal of Freedom with Bronze Palm uitgereikt op 21 november 1946 in het Tropenmuseum te Amsterdam.

## Externe bron
- Tijdschrift voor de Amsterdamse politie, 3 december 1946